# Терехов, Дмитрий Фёдорович
Дми́трий Фёдорович Те́рехов (4 марта 1936 — 14 апреля 2020) — советский и российский художник, мемуарист.

## Биография
Родился 4 марта 1936 года.
На факультете художественной обработки металла Московского высшего художественно-промышленного училища (бывшего Строгановского) учился у М. С. Перуцкого, В. Е. Егорова, посещал мастерскую Р. Р. Фалька. Спустя десятилетия после их смерти начал писать их портреты.
После окончания Строгановского училища работал как художник-медальер, книжный иллюстратор, создатель керамических рельефов. Позже занялся графикой и коллажем в графике.
Благодаря своей двоюродной тёте Анне Ивановне Трояновской в одиннадцатилетнем возрасте познакомился со Святославом Рихтером; это знакомство переросло в дружбу, длившуюся до конца жизни Рихтера. После смерти Рихтера написал серию его портретов. В 2002 году опубликовал книгу «Рихтер и его время». Под влиянием Рихтера сын Терехова, Сергей, стал пианистом.
С середины 1960-х годов дружил с Юрием Норштейном.
Никогда не работает с натуры. Одна из основных тем в творчестве — евангельская. В последние годы пишет много портретов.
В 1980 году выполнил заказ Московской патриархии на юбилейную медаль к 70-летию патриарха Пимена. После одобрения Пимена было изготовлено 200 экземпляров, один из которых был подарен Патриархом автору в день его именин. Личность Пимена, скромного в быту, солдата Второй мировой войны, тяжело раненного под Сталинградом, произвела на Терехова большое впечатление. Патриарх подарил художнику Евангелие, благословив читать по одной главе каждый день. С этого времени Терехов ежедневно читает по одной главе Евангелия. Результатом этого чтения стали 25 рисунков на евангельские темы, разошедшиеся по различным музеям.
Зная об этих рисунках, католическое издательство заказало Терехову цикл иллюстраций на тему Крестного пути Иисуса Христа к издаваемой книге. После выполнения гравюр книга была издана, но весь тираж сгорел в помещении редакции в бывших коммунальных квартирах в центре Москвы. Через двадцать лет работы были восстановлены художником, но получились не столь католически пышными и декоративными. Однако, в соответствии с католической традицией было сохранено четырнадцать стаций — остановок Христа во время Крестного пути.
Умер 14 апреля 2020 года.

### Семья и родственные связи
- Прапрадед — Наркиз Антонович Обнинский (1796—1863), российский военный, общественный деятель.
- Прадед — Пётр Наркизович Обнинский (1837—1904), российский юрист, публицист, общественный деятель.
- Дед — Виктор Петрович Обнинский (1867—1916), российский политический и общественный деятель, литератор.

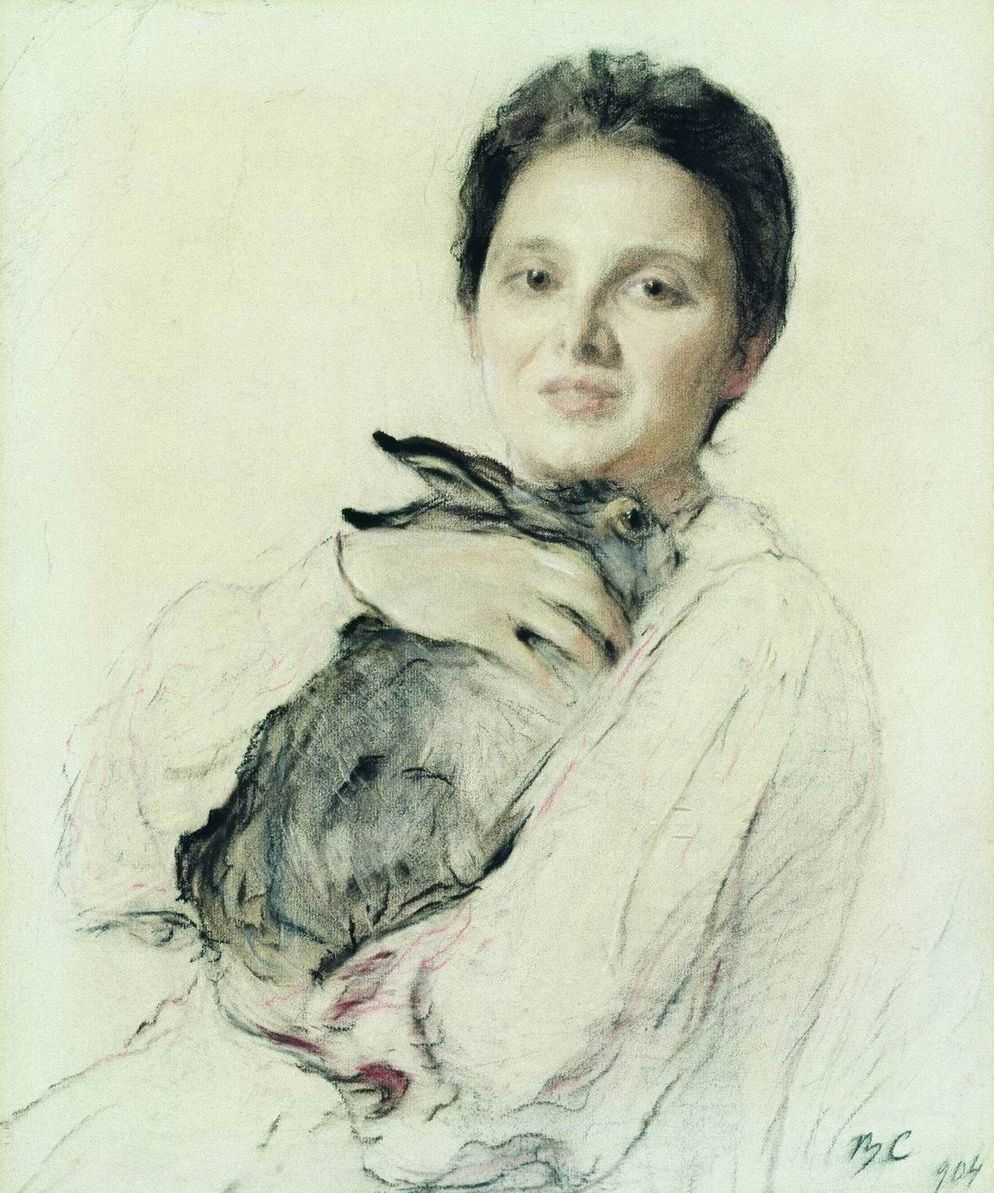
Валентин Серов. Клеопатра Александровна Обнинская с зайчиком. 1904

- Бабушка — Клеопатра Александровна Обнинская (урождённая Салова; 1880—1927). В 1904 позировала Валентину Серову (портрет «Клеопатра Александровна Обнинская с зайчиком»). В 1923 году по приглашению сына эмигрировала в США. Умерла из-за тяжёлой болезни в Париже, после операции. Похоронена в Париже.
- Родители:
  - Отец — Фёдор Дмитриевич Терехов (1902—1952), из мещан, был исключён из Московского университета за социальное происхождение. Устроился на завод разнорабочим и вырос до инженера.
  - Мать — Лия Викторовна Терехова (урождённая Обнинская; 1904—1960). Уже находясь в Риге в 1923 году, чтобы по приглашению брата эмигрировать вместе с матерью в США, отказалась от эмиграции и вернулась в Москву.
- Дядя — Пётр Викторович Обнинский (англ. Peter Victor Obninsky; 1901—1997), американский архитектор.
  - Двоюродный брат — Виктор Петрович Обнинский (англ. Victor Peter Obninsky; р. 1944), американский юрист, доктор права, адвокат высшей категории.
- Тесть — Анатолий Иванович Посядо (1908—1987), советский скульптор.
- Жена — Нина Анатольевна Посядо (р. 1942), советский и российский скульптор, медальер.
  - Сын — Сергей Дмитриевич Терехов (р. 1971), российский пианист, музыкальный педагог.

## Участие в творческих организациях
- Член Союза художников СССР (1973—1991)
- Член Союза художников России

## Выставки

### Персональные выставки
- 2011 — «Общее пространство» (совместно с Маратом Бабиным), Истра, музей «Новый Иерусалим», 15 апреля — 15 июля.
- 2006 — «Крестный путь», Москва, библиотека № 60 Северного округа.[1]

## Местонахождение произведений
- Третьяковская галерея
- Русский музей
- Музей изобразительных искусств имени А. С. Пушкина
- Пермская картинная галерея
- Ново-Иерусалимский архитектурно-художественный музей
- Музеи Европы, США, Японии[2]